# Lekartów (stacja kolejowa)
Lekartów – bocznica szlakowa (dawniej stacja kolejowa) położona w Lekartowie.